# Chemin de fer National Transcontinental
Ne doit pas être confondu avec Chemin de fer transcontinental au Canada.
Le National Transcontinental Railway (NTR) est le troisième chemin de fer canadien à traverser le continent après le Canadian Pacific Railway et le Canadian Northern Railway. Le chemin de fer National Transcontinental est achevé en 1914 (sauf pour le pont de Québec qui, après deux accidents majeurs, ne sera terminé que le 20 septembre 1917). Le NTR relie la ville de Moncton, située au Nouveau-Brunswick, au port de Prince-Rupert en Colombie Britannique sur une distance de 3788 milles (6096 km). En 1920, le NTR sera intégré au Canadian National Railway, appartenant au gouvernement du Canada.

## Origines

### Canadian Pacific Railway (CPR)
En 1871, le gouvernement canadien envisage la construction d’un chemin de fer transcontinental de Montréal à la côte du Pacifique et nomme Sir Sandford Fleming responsable du Canadian Pacific Survey (Cartographie de l'Ouest canadien jusqu'au Pacifique) pour évaluer les trajets possibles (étant donné l'expérience de Fleming dans la construction du chemin de fer Intercolonial appartenant au gouvernement). Lorsque les dirigeants du Grand Trunk Railway (GTR) hésitent à accepter le trajet choisi par le gouvernement, celui-ci se tourne vers le Canadien Pacifique qu'il finance à 50%. Le CPR, dont l'un des administrateurs est James J. Hill du Minnesota, favorise une route plus au sud en espérant tirer avantage du flux de marchandises de la partie nord des États américains. La décision du CPR, d'utiliser le Col Rogers en Colombie-Britannique et Kicking Horse Pass plutôt que la route planifiée par le col de Yellowhead, laisse le Canada avec une seule route ferroviaire transcontinentale, située près de la frontière avec les États-Unis.
L'achèvement de la construction du Chemin de fer Canadien Pacifique, le 7 novembre 1885, favorise une expansion économique et un essor considérable de l'immigration dans l'ouest du Canada à la fin du XIXe et au début du XXe siècle. Néanmoins, les politiques monopolistiques du CPR, associées à son choix de développement du réseau par le sud (alors que de nouvelles découvertes scientifiques ont repoussé la limite nord de la culture des céréales), conduisent à un mécontentement croissant de l'Ouest à l'égard de l'administration des chemins de fer et des politiques fédérales relatives au transport.

### Canadian Northern Railway (CNoR)
En 1899, Sir William Mackenzie et Sir Donald Mann fondent le Canadian Northern Railway   grâce à la fusion de plusieurs lignes secondaires au Manitoba. En 1903, le CNoR commence la construction d'une deuxième ligne transcontinentale à partir de Winnipeg pour se diriger vers Vancouver du côté ouest, et vers Toronto et Montréal du côté est (en plus d'un vaste réseau dans les provinces des Prairies, le CNoR achète plusieurs lignes secondaires en Ontario, au Québec et dans les provinces maritimes). La pause du dernier clou a lieu officiellement à Basque, en Colombie-Britannique, le 23 janvier 1915.
Le gouvernement canadien, dirigé par le Premier ministre Sir Wilfrid Laurier, souhaite développer la partie centrale des provinces de l'ouest et leur fournir un lien direct à un port atlantique canadien, accessible en hiver lorsque le fleuve St-Laurent est gelé (le CPR a favorisé le port américain de Portland dans le Maine parce que le trajet était plus court). Le gouvernement propose au CNoR et au Grand Trunk Railway (GTR) de construire une autre voie ferrée transcanadienne. Le CNoR et le GTR déclinent l'offre parce le trajet dans les régions peu peuplées du centre du Canada n'offre pas un volume de trafic rentable.
En 1903, le GTR reconnaît la nécessité d'une expansion vers l'Ouest pour faire compétition au CPR en prolongeant sa voie ferrée à partir de North Bay en Ontario et, encouragé par le gouvernement canadien, envisage une fusion avec le CNoR ; mais Mackenzie et Mann refusent la fusion avec le GTR pour l’expansion de son réseau. Le GTR accepte alors de s'associer au gouvernement fédéral.

## National Transcontinental Railway (NTR)[4]
Avec le "National Transcontinental Railway Act" du 24 octobre 1903, le gouvernement du Canada s’engage à construire un réseau transcontinental en partenariat avec le Grand Trunk Pacific Railway (GTPR), créé à cet effet par le GTR. Le trajet prévoit relier le port de Prince Rupert, en Colombie-Britannique, à Winnipeg en passant au nord des endroits déjà peuplés des Prairies canadiennes. De Winnipeg vers l'Est, le chemin de fer passe aussi au nord des endroits peuplés de l'Ontario et du Québec pour descendre rejoindre la ville de Québec où il traverse le fleuve Saint-Laurent et continue vers la côte Est jusqu’au terminus de Moncton au Nouveau-Brunswick (la voie sera éventuellement prolongée jusqu'à Halifax en Nouvelle-Écosse). L'entente prévoit que le Grand Trunk Pacific Railway construit la division Ouest de Winnipeg à Prince Rupert et le National Transcontinental Railway, appartenant au gouvernement, construit la division Est de Winnipeg à Moncton; une fois la construction terminée, le GTPR doit louer pendant 50 ans la division Est au prix annuel de 3% des coûts de construction (estimés à 50 millions de dollars), fournir le matériel roulant et exploiter le chemin de fer.

### Division Est par le National Transcontinental Railway
Les travaux débutent le 24 juin 1906. Le 17 novembre 1913, les 1844 milles (2968 km) de la division Est sont complétés par le NTR, à l'exception du pont de Québec. De la gare du Palais à Québec, la voie se dirige vers Cap-Rouge, Lachevrotière, St-Marc-des-Carrières, Hervey (y croise le Great Northern, acheté par le CNoR), La Tuque, Parent, Clova, Senneterre, Cochrane, Kapuskasing, Armstrong, Sioux Lookout, jusqu'à Winnipeg. Vers 1914, le NTR construit son siège social (General Off's) à Québec dans le quartier industriel St-Malo sur les anciens terrains du Quebec and Lake St-John Railway dont l'ancien atelier des locomotives est transformé en centrale thermique (Power House) pour alimenter en vapeur les ateliers qui sont aussi construits: celui des locomotives (Locomotive Shop), l'entrepôt principal (Stores), la forge et l'atelier des wagons (Freigth Car Shop).

Un standard de qualité plus élevé que celui de l'industrie est prévu au niveau des pentes et des courbes, avec l'usage de rails de 80 livres plutôt que 60 livres et la construction des ponts est entièrement en acier. La construction simultanée des chemins de fer transcontinentaux du CNoR et du NTR pousse les coûts à la hausse. Les terres à l'Ouest vers le Pacifique ont été explorées mais celles au nord de l'Ontario et du Québec réservent beaucoup de surprises avec plein de marécages sans fond et autres obstacles. Contrairement au CNoR qui rachète à prix raisonnable des voies existantes, le NTR construit du neuf, sans détour. La voie entre Lévis et Moncton est presque un dédoublement du chemin de fer Intercolonial appartenant déjà au gouvernement. La voie de Québec à La Tuque nécessite deux imposants "tracels" (pont à chevalet, de l'anglais trestle), celui de Cap-Rouge et celui de la rivière du Milieu au sud de La Tuque, alors que le chemin de fer Quebec & Lake St-John s'y rend déjà (l'embranchement de La Tuque est terminé en 1907 et sert à la construction du NTR). En traversant les Appalaches, à l'Est du Québec et le Nord du Nouveau-Brunswick, le NTR a aussi dû construire des « tracels » afin d'enjamber de larges vallées. Le pont de Québec sur le fleuve Saint-Laurent (la plus grande portée en « porte à faux » dans le monde) nécessite un investissement de 40 millions $ et le coût total du projet atteint 170 000 000 $ (dépassement des coûts de 340%). Le GTPR, déjà en difficultés financières, est incapable de donner suite à l'entente de location. Le gouvernement confie à l'Intercolonial, qui lui appartient, l'exploitation progressive de la section de Moncton à Lévis de 1912 à 1915. La section de Québec à Winnipeg ne sera mise en exploitation que le 1 juin 1915, avec la création des Chemins de fer du gouvernement canadien. Le NTR ne dessert pas les deux plus grandes villes du pays, Montréal et Toronto, bien que plus tard elles seront ajoutées à l'horaire de train avec l'intégration des voies du Canadian Northern Railway et du Grand Trunk Railway.

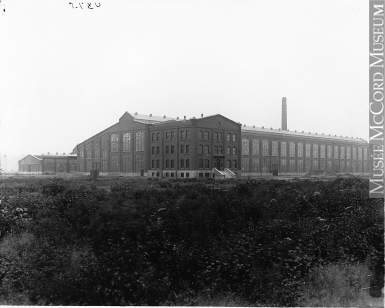
Atelier et édifice à bureaux (General Off) à Québec en 1916.
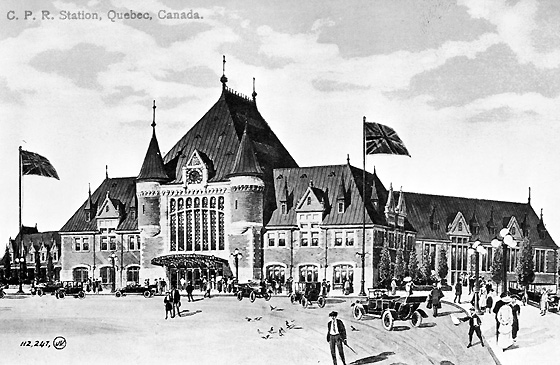
Gare du Palais (dessin de l'architecte 1915).
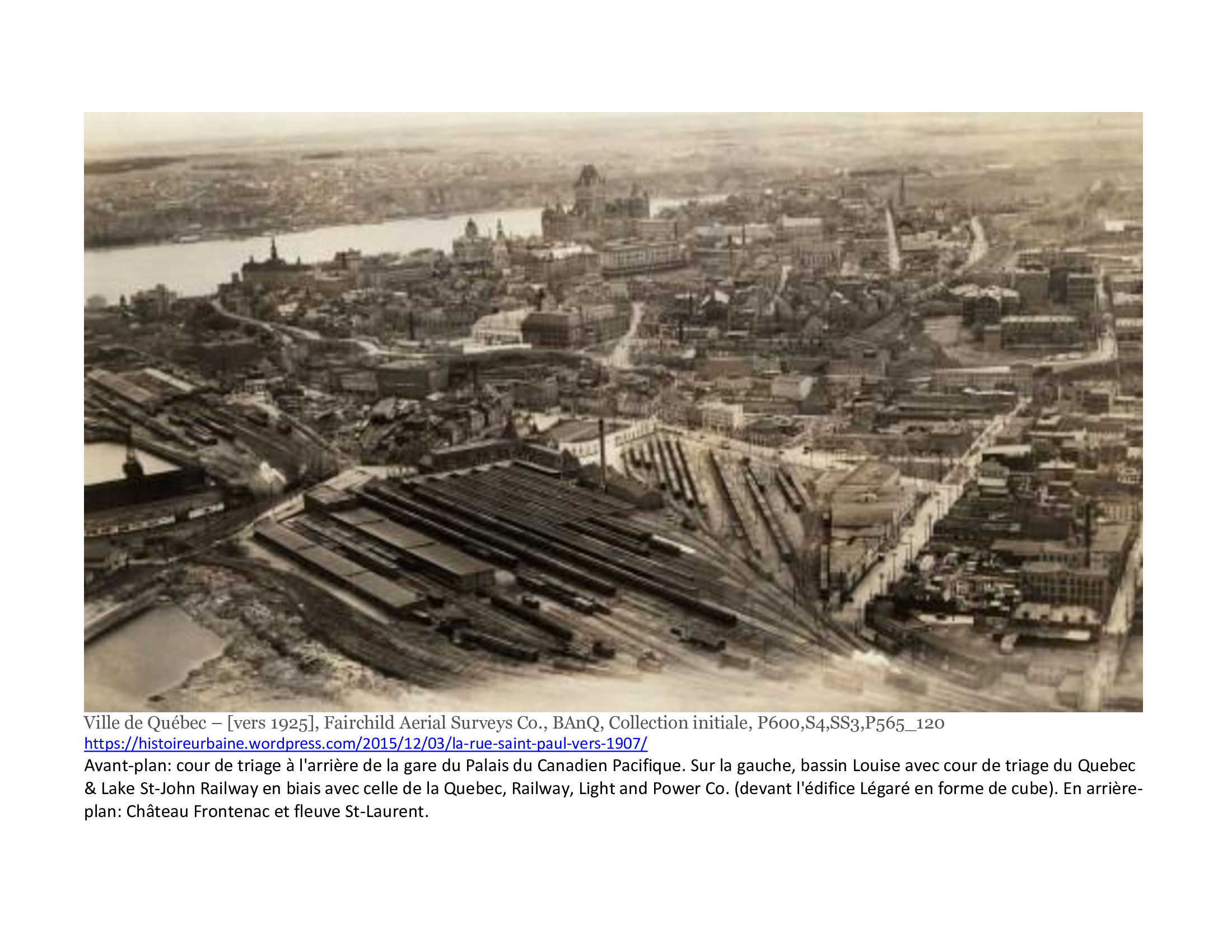
Gare du Palais et cour de triage en 1925.
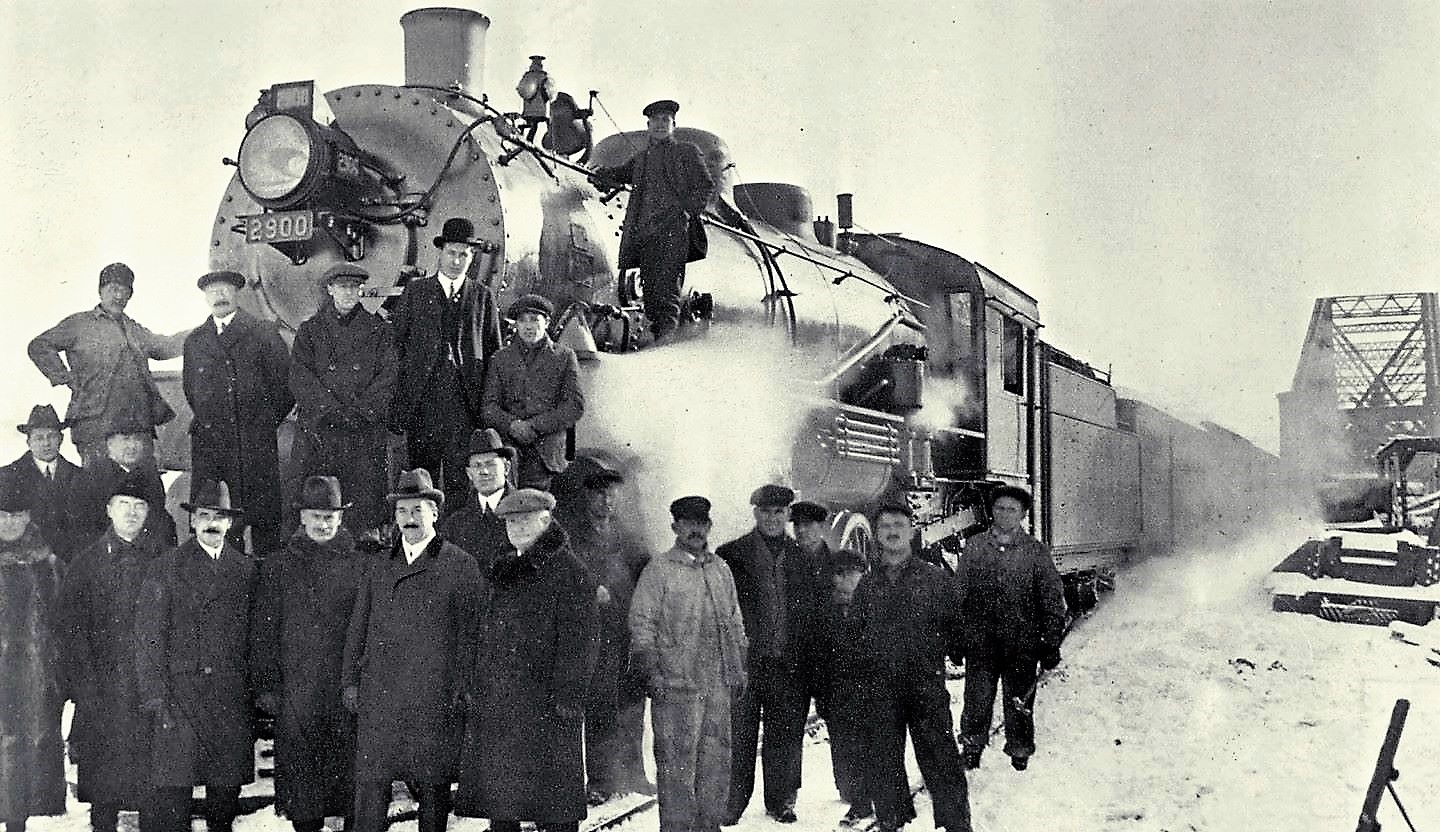
Premier convoi, 3 décembre 1917.
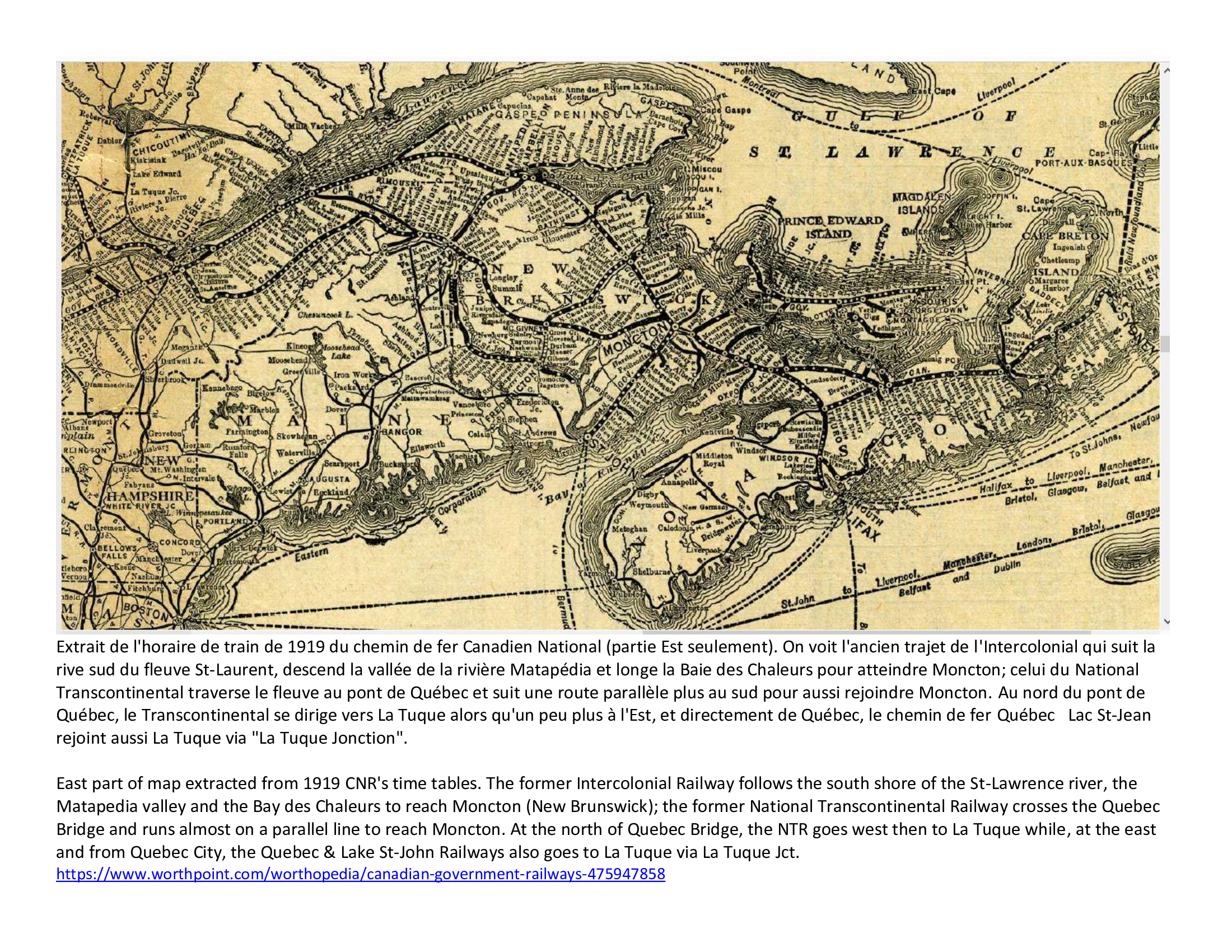
Carte du réseau Est du CN en 1919.

### Division Ouest par le Grand Trunk Pacific Railway

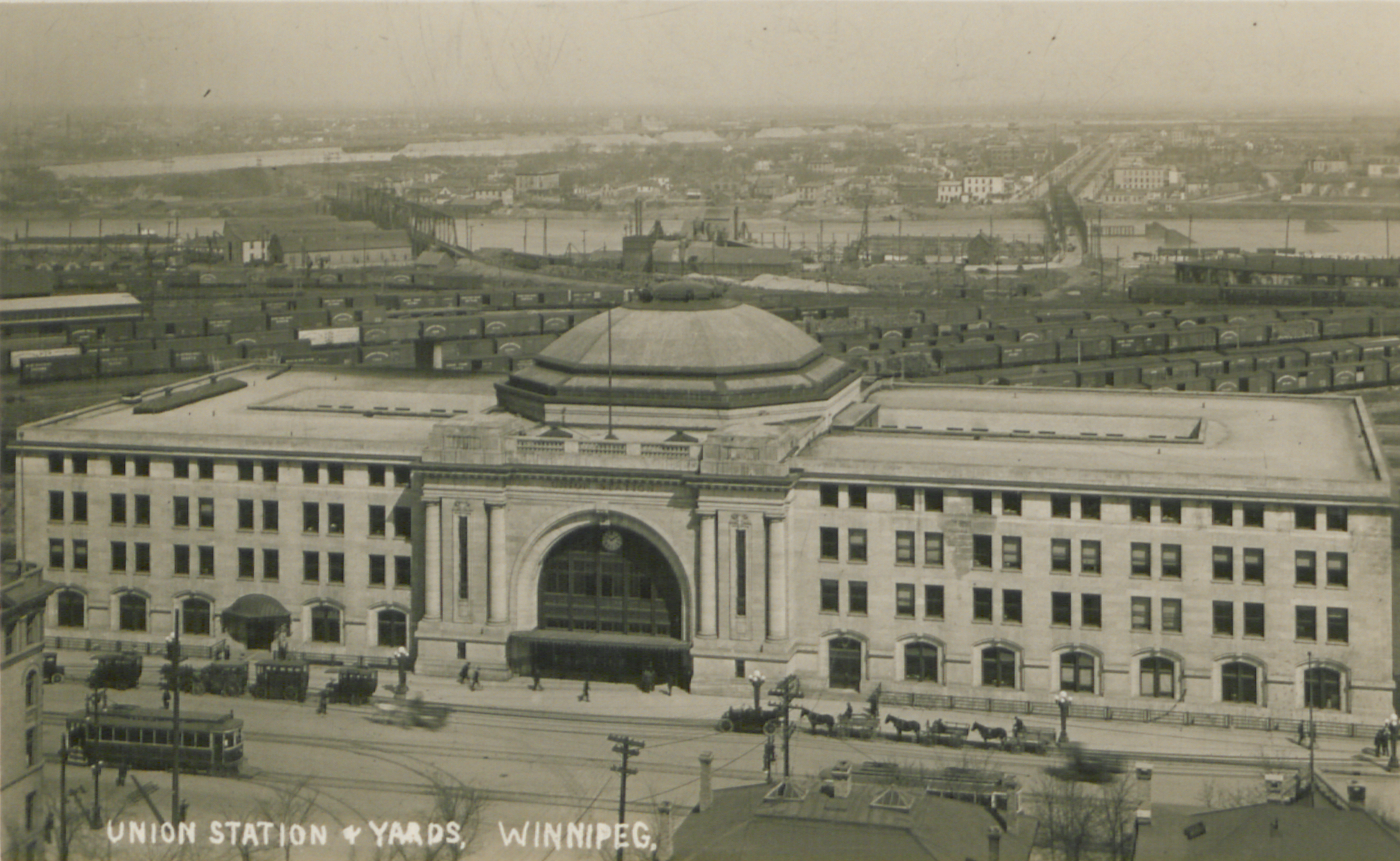
1913, Winnipeg Union Station (CPR, CNoR & NTR)

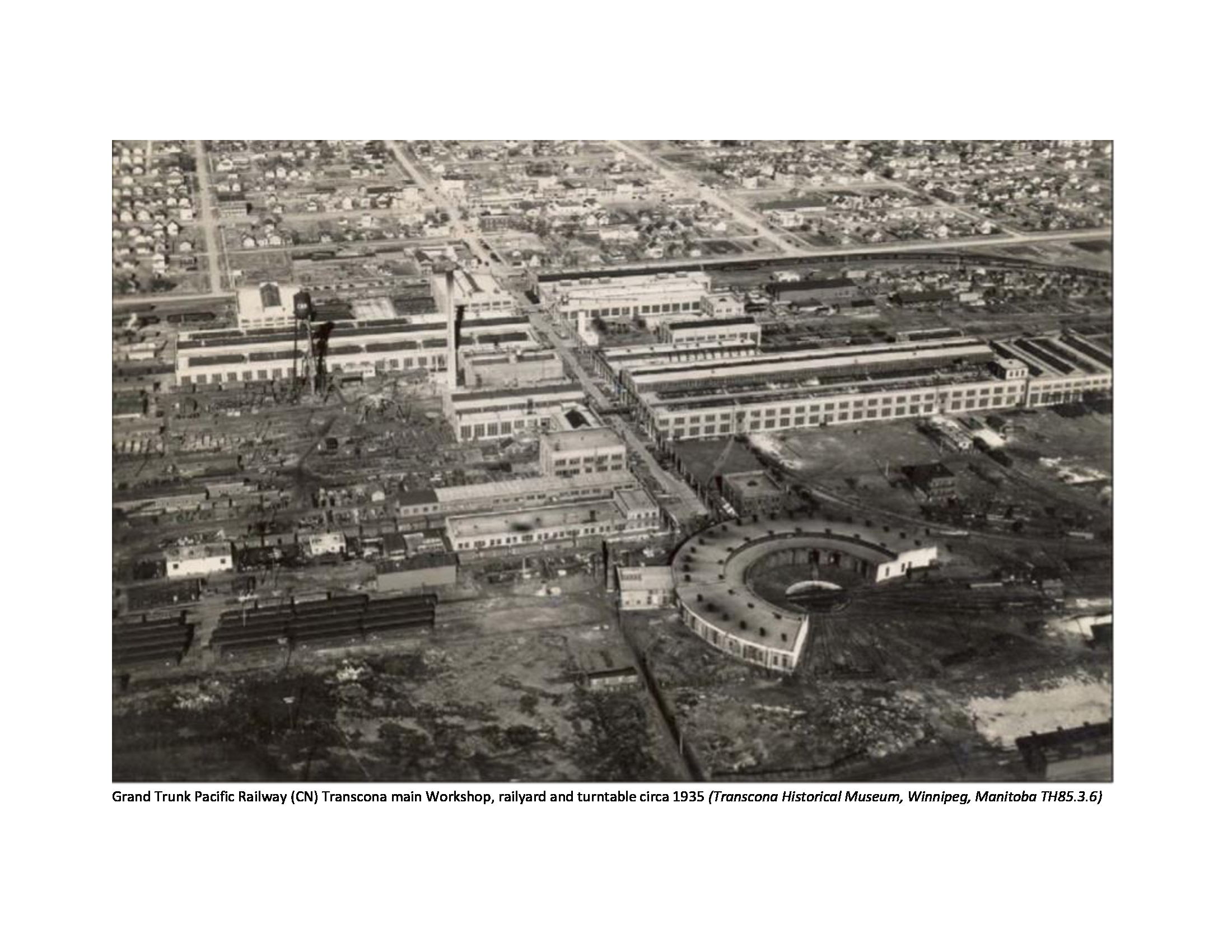
Ateliers de Transcona (Winnipeg)

Le GTPR commence la construction des 1944 milles (3128 km) de la division Ouest à Winnipeg en 1905. La voie ferrée atteint Saskatoon (Saskatchewan) en 1907, Edmonton (Alberta) en 1909 et passe par Jasper (Alberta) pour rejoindre le col montagneux de Yellowhead et franchir les montagnes Rocheuses entre 1910 et 1911. En 1909, le GTPR entreprend la construction de ses ateliers principaux et d'une cour de triage sur un terrain de 324 hectares à l'Est de Winnipeg; les travaux s'achèvent en 1913 et les installations sont tellement importantes qu'une ville se développe tout autour qui prendra le nom de Transcona. Le 8 avril 1914, le premier train du GTPR, en provenance de Winnipeg, atteint le port nouvellement construit de Prince Rupert, sur l'océan Pacifique, en Colombie Britannique. À Yellowhead, la voie ferrée suit une route parallèle à la voie déjà existante du Canadian Northern Railway  qui se dirige au sud-ouest vers Vancouver tandis que celle du GTPR se dirige au nord-ouest vers Prince Rupert. À l'origine, Port Simpson (aujourd'hui Lax Kw'alaams) sur la frontière de l'Alaska avait été sélectionné, mais un différend frontalier avec les États-Unis au début du XXe siècle inquiète les autorités canadiennes, de sorte que le terminal du GTPR est déplacé vers le sud, à Prince Rupert. Ce choix, par rapport à Vancouver, épargne une journée aux navires à vapeur à destination ou en provenance d'Asie.

### Traversiers ferroviaires Québec-Lévis
Après la chute du pont de Québec en 1907, le GTR négocie l'usage d'un traversier ferroviaire, le John S. Thom, avec la compagnie de traversier Québec & Lévis pour atteindre le port de Québec à partir de sa voie ferrée reliant Montréal à Lévis (au sud du fleuve St-Laurent en face de Québec). L'augmentation du transport de marchandise justifie l'ajout d'un deuxième traversier en 1913, le Charles H. Shaw. Ces traversiers en bois ne sont que des cargos des Grands Lacs modifiés par le chantier maritime Davy pour recevoir environ 8 wagons. Ayant refusé de prendre en charge le NTR, le GTR maintient le service de traversier après l'ouverture du pont de Québec jusqu'en 1921, alors que la compagnie tombe sous le contrôle du Gouvernement Canadien. Le NTR a lui aussi eu recours à un traversier; il a construit une voie ferrée du côté nord du Pont de Québec qui descend la falaise pour longer le fleuve jusqu'au marché Champlain où une gare a été construite près du quai. De septembre 1915 à décembre 1917, le NTR a utilisé les services d'un traversier, le S. S. Leonard, fabriqué en Angleterre et dont le pont longitudinal est ajustable en hauteur, soulevé par dix vérins à vis, pour tenir compte des marées. Avec ses 3 voies ferrées de large et 272 pieds de long, ce pont élévateur permet un chargement et un déchargement très rapide ; il peut accueillir un train de passagers régulier (1 locomotive, 3 wagons à colis & bagages, 3 à passagers et 3 à couchettes) ou un train de marchandise avec 18 wagons chargés. Le NTR vise à faciliter le service entre Québec et l'Est du Canada. En 1918, l'Angleterre rapatrie le Léonard en urgence pour effectuer du transport militaire entre Southampton et Cherbourg,.

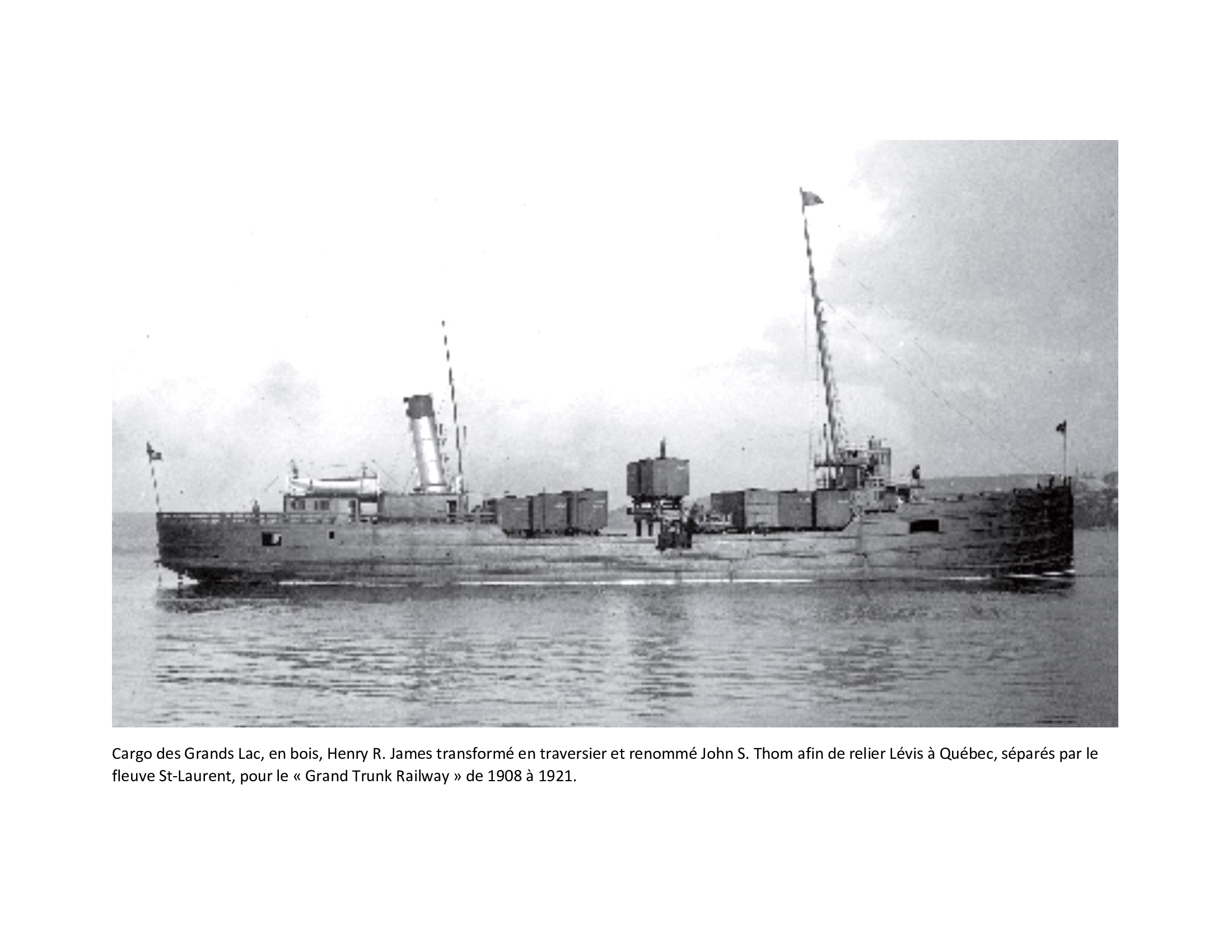
Traversier du GTR John S. Thom.
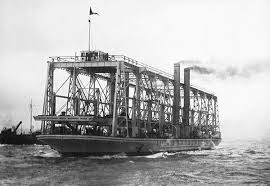
Taversier Leonard, mai 1915.
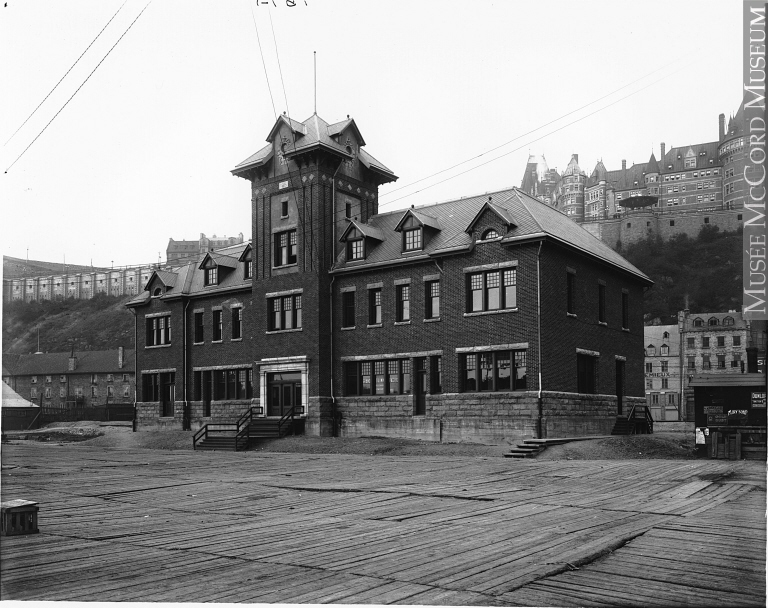
Gare du NTR, marché Champlain.

### Galerie (pont de Québec)

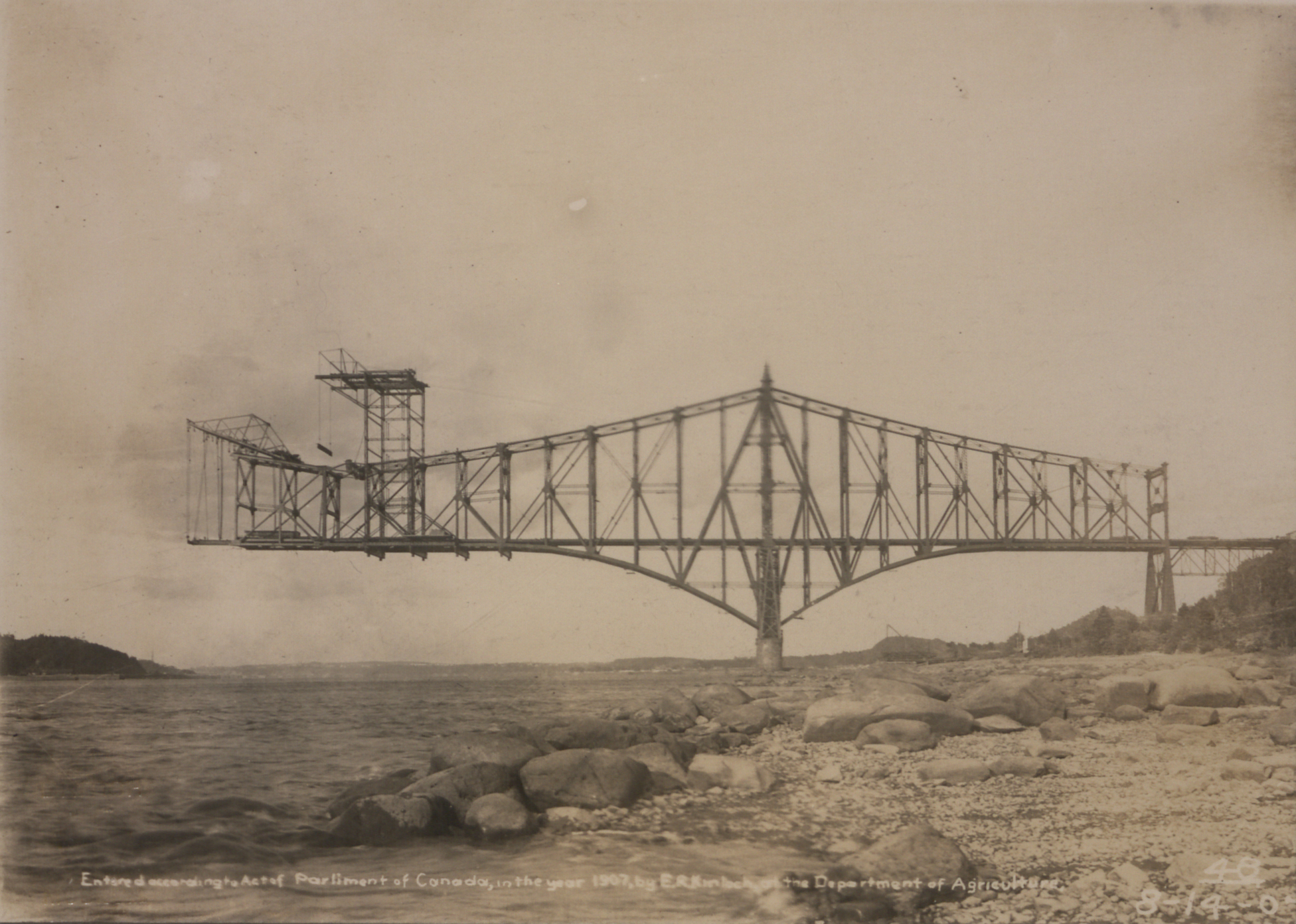
Pont de Québec, début des travaux 1907
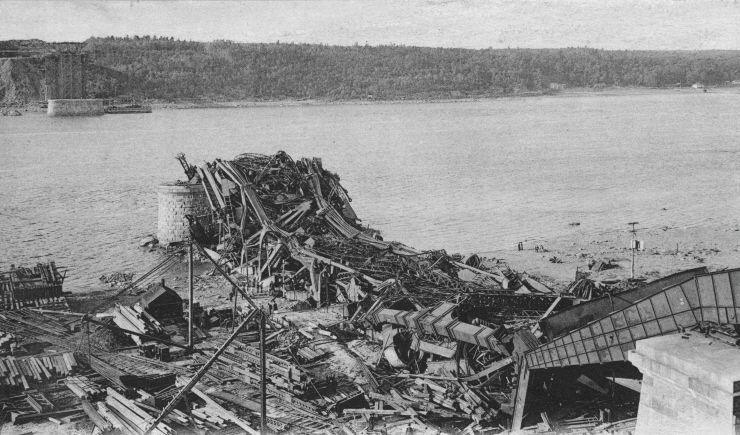
Pont de Québec, effondrement de 1907.
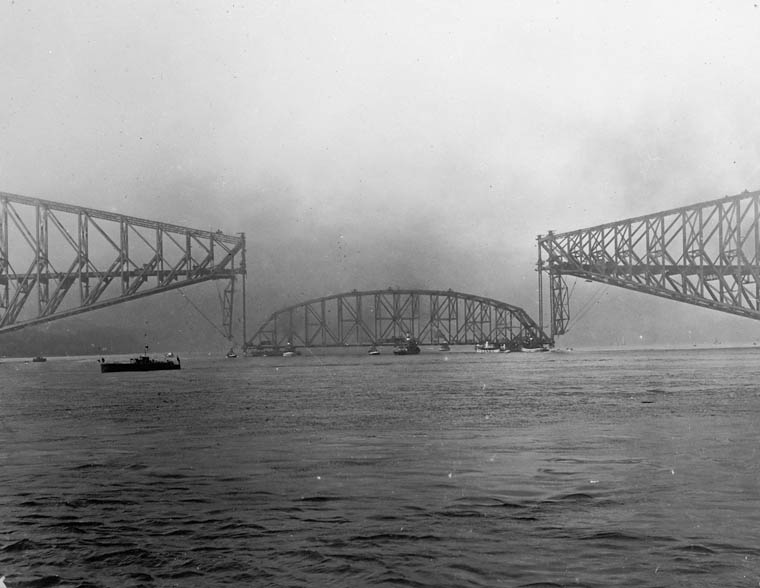
Pont de Québec en 1917 juste avant la chute de la travée centrale.
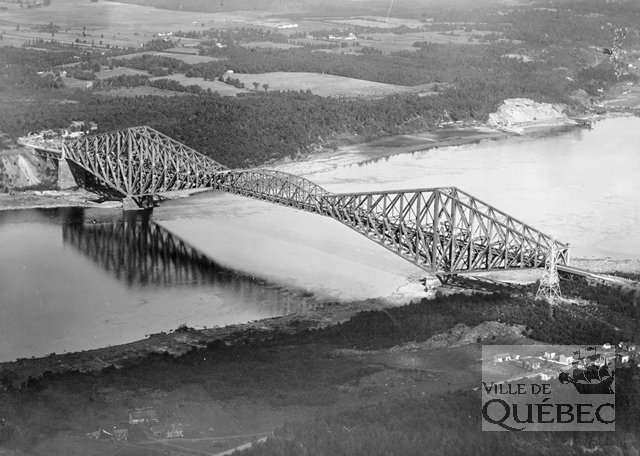
Vue aérienne du pont vers 1930.
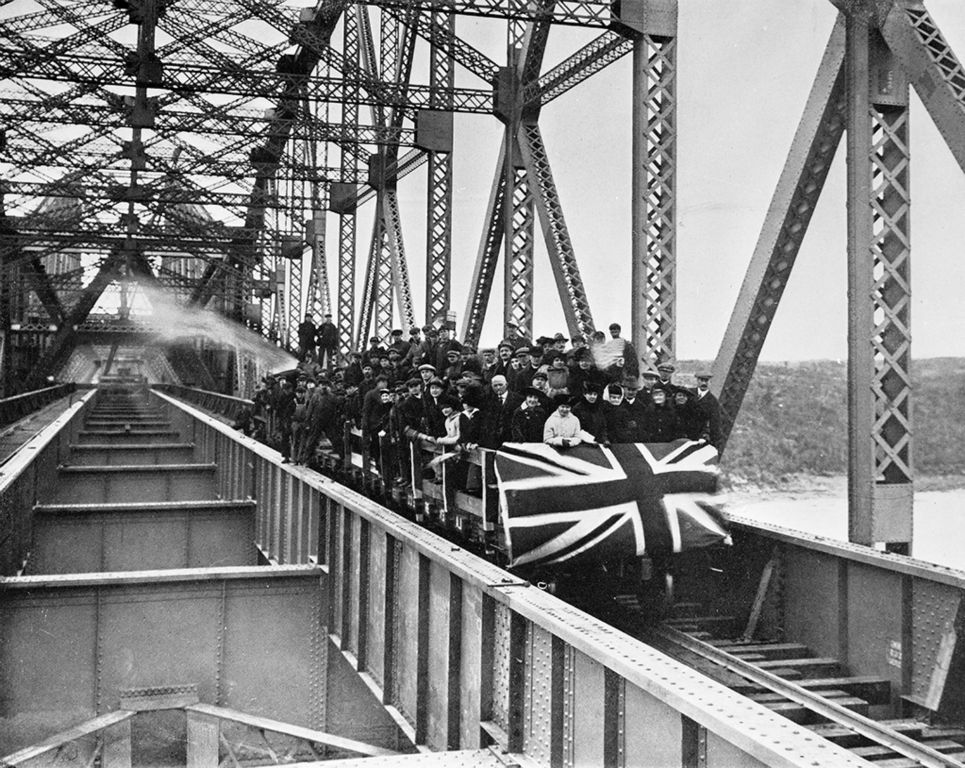
Inauguration le 17 octobre 1917.

## Canadian Government Railway (CGR)

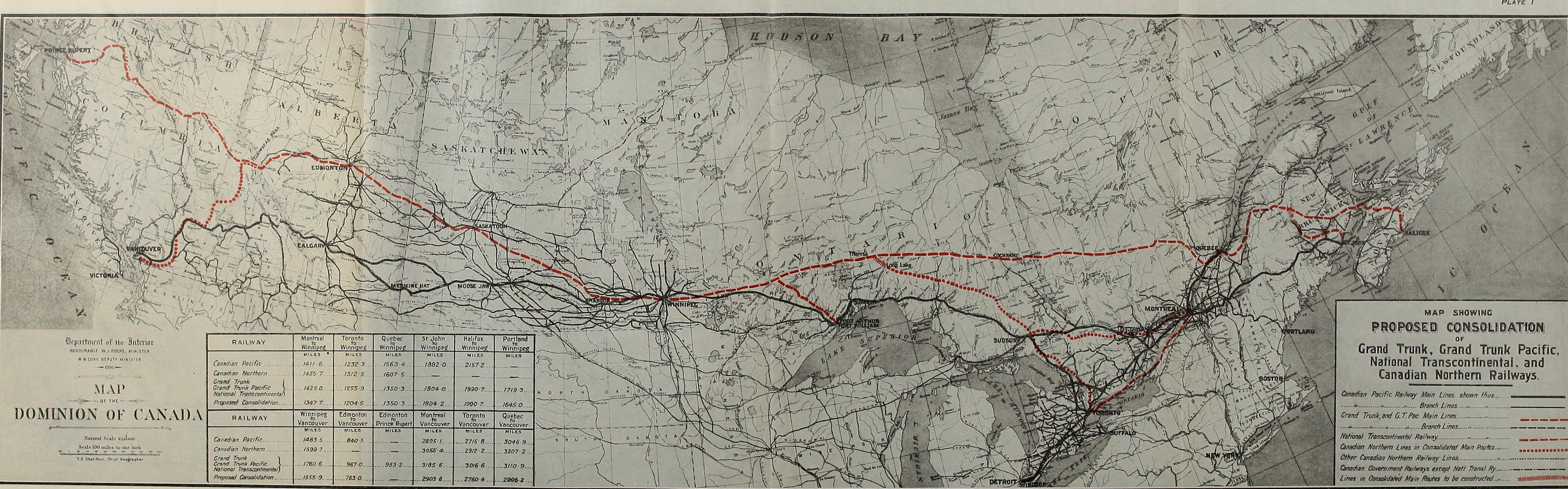
Carte des chemins de fer transcontinentaux canadiens en 1917.

En 1915, le gouvernement canadien intègre le National Transcontinental Railway,  l'Intercolonial, le Prince Edward Island Railway (PDIR), et le Hudson Bay Railway (ainsi que quelques petites lignes) dans les Chemins de fer du gouvernement canadien à des fins administratives et financières, bien que chaque réseau maintienne sa désignation propre. La construction d'un troisième chemin de fer intercontinental par le gouvernement est un échec financier retentissant qui amène plusieurs compagnies de chemin de fer au bord de la faillite, sauf le CPR qui prospère avec son trajet à travers les régions les plus peuplées. Depuis plusieurs années, le Canada appuyait financièrement deux réseaux ferroviaires transcontinentaux ; même en 1914, il était évident qu'il n'y avait pas suffisamment de trafic pour trois lignes intercontinentales. La voie du GTPR à travers le col Yellowhead n'est utilisée que jusqu'à la fin de la Première Guerre mondiale. Parmi les mesures de guerre, le gouvernement du Canada réorganise les droits de circulation entre Edmonton et Jasper avec le Canadian Northern Railway en 1917; les rails flambant neufs du GTPR sont enlevés pour être utilisés en France.

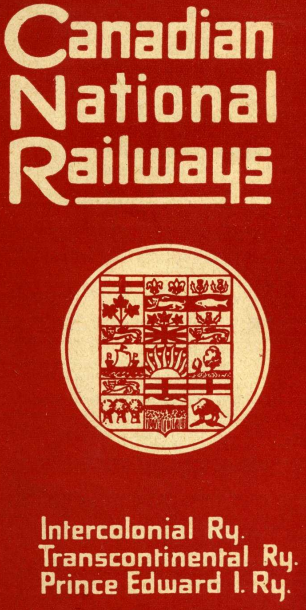
Horaire de 1919 du CN.

À court de fonds, le CNoR est nationalisé le 6 septembre 1917. Les nouveaux administrateurs nommés par le gouvernement, en plus de Mackenzie et de Mann, obligent le CNoR à assumer le fonctionnement du CGR. Le 20 décembre 1918, le gouvernement fédéral fusionne le Canadian Northern Railway  avec le Canadian Government Raylway dont le nom est changé pour Canadian National Railway (CNR); le 6 juin 1919, le Parlement adopte une loi pour l'institution du Canadian National Railway Company Limited. Le 12 juillet 1920, le GTPR qui est incapable de rembourser sa dette auprès du gouvernement, est nationalisé et fusionné au CNR. Le GTR, qui avait été placé sous le contrôle gouvernemental dès le 21 mai 1920, est fusionné au CNR le 23 janvier 1923.

## Postérité
L'opposition politique a crié, à tort, à la fraude financière alors que les circonstances mentionnées précédemment expliquent les hausses faramineuses de coût. Le véritable scandale réside dans le fait que le premier ministre Laurier a ignoré son ministre des Chemins de Fer et Canaux, Andrew Blair. Dans son discours de démission du 16 juillet 1903, Blair mentionne avoir informé Laurier que le gouvernement devait être le seul maître d'œuvre d'un projet transcontinental, qu'il était inutile de construire une voie parallèle au chemin de fer Intercolonial reliant déjà Québec à Moncton et qu'il était prématuré d'entreprendre la construction dans des régions non explorées. En 1911, les dépassements importants de coût de construction du NTR/GTPR ont contribué à la chute du premier ministre du Canada, Sir Wilfrid Laurier, chef du Parti libéral du Canada. Son successeur, Robert Borden, a été contraint de terminer le projet, y compris la construction du tablier du pont de Québec, enjambant le fleuve Saint-Laurent, qui a subi plusieurs désastres.
Le trajet du NTR dans le centre du Québec et de l'Ontario, loin des grands centres de population, a été approuvé par le gouvernement de Sir Wilfrid Laurier en grande partie grâce à l'appui de son caucus du Québec et grâce au fait que le port de Québec devenait le port préféré pour les expéditions de grain de l'Ouest. Dans ces provinces, le NTR n'a jamais réussi à rencontrer les attentes pour la création de trafic ferroviaire, même s'il a aidé les communautés minières riches en ressources naturelles du nord de l'Ontario et le nord-ouest du Québec pendant un certain temps. Malgré tout, le bilan du chemin de fer National Transcontinental reste positif. Il a permis au gouvernement canadien d'intégrer une multitude désordonnée de chemins de fer avec la création du chemin de fer Canadien National (privatisé le 28 novembre 1995) qui, à l'heure du démantèlement systématique des voies ferrées, est probablement la plus grande compagnie de transport ferroviaire en Amérique du Nord, toujours en expansion avec l'acquisition de voies ferrées aux États-Unis.
Sous le CNR (CN, après 1960), la voie ferrée au nord du Québec et de l'Ontario est devenue une ligne secondaire qui s’est marginalisée avec la diminution du transport de fret ou de passagers. À Nakina en 1924, le CNR a construit le tronçon Longlac-Nakina, une section ferroviaire de 29,4 km reliant le NTR avec la ligne du Nord canadien à Longlac. Longue de 122 km, cette section de la ligne principale NTR entre Nakina et Calstock, Ontario, a été abandonnée en 1986. La Ontario Northland Railway achète la section principale de NTR entre Calstock et Cochrane, en Ontario en 1993. La ligne principale de 82 km a également été abandonnée par le CN à l’Est de Cochrane, jusqu’à La Sarre au Québec en 1997.
À l’Ouest de Nakina, la ligne transcontinentale du NTR/GTPR constitue la ligne principale du CNR jusqu'au Col Tête-Jaune en Colombie-Britannique et connait un très fort trafic. Du Col Tête-Jaune (Yellowhead) à Prince Rupert la ligne demeure secondaire tandis que celle du CNoR, qui passe au sud-ouest pour atteindre Vancouver, devient la voie principale du CNR. Au cours des dernières décennies, la congestion dans de nombreux ports de la côte ouest de l'Amérique du Nord a augmenté l’intérêt pour le port de Prince Rupert qui, en 2007, est devenu intermodal avec la capacité de traiter 500 000 conteneurs par an. Le CNR propose maintenant un service quotidien de transport par train de conteneurs entre Prince Rupert, Chicago (Illinois) et Memphis (Tennessee).
De l’Est de La Sarre jusqu’à la ville de Québec, l'ancienne ligne du NTR soutient un réseau d’embranchements du CNR dans le nord du Québec. Le pont de Québec et les voies connexes dans la région de Québec sont fortement utilisés par le fret et le transport de passagers dans le cadre de corridor Québec-Windsor.
De la ville de Québec à Pelletier vers l’Est, la ligne du NTR (Subdivision Monk) a été abandonnée dans les années 1980 après l'achèvement en 1976 d'un tronçon de 30 km entre Pelletier Station et St-André-Jonction, afin d'écourter le trajet en utilisant le chemin de fer Intercolonial du CNR dans la vallée du fleuve Saint-Laurent, à l'ouest de Rivière-du-Loup. À partir de Pelletier, situé au nord-ouest de Moncton, le réseau principal du NTR, qui traverse de part en part le centre du Nouveau-Brunswick avec ses ponts massifs dans les Appalaches, est encore largement utilisé et constitue le cœur de la ligne principale Montréal-Halifax du CNR.